# 格弗納群島

格弗納群島在南奧克尼群島的位置

格弗納群島（英語：Governor Islands），是南極洲的群島，屬於南奧克尼群島的一部分，處於科羅內申島西北端，由捕海豹者發現，該群島現時由南極條約體系管理。